# Февзије
Февзије (тур. Fevziye) је насељено место у округу Етимесгут у вилајету Анкара, Турска. Према попису из 2020. било је 463 становника.
Февзије настањују Бошњаци, чији су се преци доселили почетком 20. века из Стоца, Мостара и Зенице у Босни и Херцеговини. Раније се село звало Солтак.